# 7-я оперативная эскадра
7-я оперативная («Атлантическая») эскадра кораблей ВМФ (сокращённо: 7-я ОпЭск) — оперативное объединение (оперативная эскадра) Военно-Морского Флота СССР, предназначенное для решения боевых задач на Атлантическом театре военных действий в период Холодной войны между СССР (в составе военного блока ОВД) и США (в составе блока НАТО). Основным боевым противником 7-й ОпЭск в Атлантическом океане являлись Военно-морские силы стран НАТО.

## Создание эскадры
В связи с принятием правительством СССР в начале 1968 года решения о формировании 7-й оперативной эскадры из состава 2-й дивизии противолодочных кораблей была исключена 170-я БЭМ (бригада эскадренных миноносцев). В состав эскадры при её формировании вошли лёгкий крейсер «Мурманск» и 6 эсминцев 170-й бригады эсминцев («Несокрушимый», «Скромный», «Московский комсомолец», «Сознательный», «Бывалый» и «Оживленный»). Управление 7-й ОпЭск было сформировано 1 февраля 1968 года. 24 января заместителем командира эскадры был назначен капитан 1 ранга И. И. Карачев. 10 февраля в командование эскадрой вступил контр-адмирал Г. Е. Голота.
Основными задачами ОПЭСК были определены:
1. Поиск и слежение за иностранными ПЛ, авианосными и другими корабельными группами в готовности к их уничтожению;
2. Защита своего судоходства и нарушение морских коммуникаций противника;
3. Обеспечение развёртывания наших ПЛ в районы боевого предназначения, а также ряд других задач военного и военно-политического характера[1].

## Состав оперативной эскадры
- 170-я бригада эскадренных миноносцев (1 февраля 1968—1 августа 1972 года), с 1 августа 1972 по 1 октября 1991 года — 170-я бригада противолодочных кораблей, с 1 октября 1991 года по 31 декабря 1993 года — 44-я дивизия противолодочных кораблей;
- 120-я бригада ракетных кораблей (15 января 1971—1 октября 1991 года), с 1 октября 1991 по 1 октября 2005 года — 43 дивизия ракетных кораблей;
- 56-я бригада эскадренных миноносцев (1 октября 1978—1 мая 1998 года);
- 121-я бригада десантных кораблей (5 сентября 1997—30 мая 2001 года);
- 2-я дивизия противолодочных кораблей (1 июня 2001—1 октября 2005 года)[2].

## История боевой службы
7-я оперативная эскадра была расформирована 30 ноября 2005 года.

## Командиры эскадры
1. Контр-адмирал Голота, Григорий Емельянович (10 февраля 1968 — 22 августа 1969)
2. Контр-адмирал Соловьёв, Николай Васильевич (4 сентября 1969 — 17 августа 1973)
3. Контр-адмирал Калинин, Алексей Михайлович (17 августа 1973 — 8 сентября 1975)
4. Вице-адмирал Зуб, Виталий Иванович (8 сентября 1975 — 29 июля 1982)
5. Контр-адмирал Колмагоров, Вадим Александрович (29 июля 1982 — 4 марта 1985)
6. Контр-адмирал Воинов, Дмитрий Павлович (15 мая 1985 — 25 июня 1989)
7. Контр-адмирал Ерёмин, Василий Петрович (25 июня 1989 — 29 октября 1991)
8. Контр-адмирал Устименко, Юрий Гаврилович (29 октября 1991 — 15 октября 1992)
9. Контр-адмирал Бессонов Владимир Фёдорович (15 октября 1992 — 6 сентября 1994)
10. Вице-адмирал Доброскоченко, Владимир Григорьевич (6 сентября 1994 — 16 сентября 1998)
11. Вице-адмирал Радзевский, Геннадий Антонович (16 сентября 1998 — 25 декабря 2003)
12. Вице-адмирал Максимчук, Алексей Романович (25 декабря 2003 — 30 ноября 2005)[4].